# Boom Blox Smash Party
Boom Blox Smash Party (Boom Blox Bash Party) est un jeu vidéo développé par EA Los Angeles et édité par Electronic Arts sur Wii, conçu par Steven Spielberg. C'est la suite de Boom Blox, sorti en France en mai 2009. Le jeu a été annoncé le 28 janvier 2009 par Electronic Arts et propose plus de 400 nouveaux stages, la possibilité de télécharger de nouveaux stages en ligne et d'envoyer les siens.
Le gameplay de Boom Blox Smash Party est similaire à celui de son prédécesseur, mais propose de nouveaux mécanismes. Le jeu met aussi moins l'accent sur le tir sur les blocs, les développeurs ayant même dit que c'était le mode qu'ils préféraient le moins dans Boom Blox. Smash Party a été créé dans le cadre d'un accord entre Electronic Arts et Steven Spielberg pour la réalisation de trois jeux vidéo, même si celui-ci n'est pas considéré comme un des trois jeux en question.

## Système de jeu
Boom Blox Smash Party dispose d'un gameplay similaire à son prédécesseur. Il présente un nouveau mécanisme de lance-pierre et accorde une place moins importante au mécanisme de tir. Le jeu inclut également de nouveaux environnements, comme les fonds marins ou l'espace, de nouvelles formes de blocs, comme les cylindres et un mode multijoueur plus développé.
Boom Blox Smash Party permet aux joueurs d'envoyer des niveaux mais aussi de recevoir ceux que les autres joueurs et Electronic Arts ont créés. Les stages envoyés sont contrôlés par EA, le contenu inapproprié étant filtré. Cependant, un joueur peut recevoir n'importe quel stage de quelqu'un qui est sur sa liste d'amis. Le jeu ne fonctionne pas sur le système des codes amis, une méthode commune pour les jeux Wii et Nintendo DS. Une partie des stages envoyés par Electronic Arts sont tirés du jeu original Boom Blox. Ces nouveaux niveaux sont téléchargeables gratuitement.

## Développement
Son développement a été annoncé le 18 novembre 2008 par Variety. Il a officiellement été annoncé pour une sortie au printemps 2009 le 28 janvier 2009 par Electronic Arts. Le développement a été le fruit d'une collaboration entre EA et Steven Spielberg, à la manière du premier épisode. Il faisait partie du contrat de 2005 entre EA et Spielberg afin de produire trois jeux originaux. Il a été conçu aussitôt que le jeu original fut achevé. Comme les développeurs n'ont pas reçu le matériel de développement à temps, le Wii MotionPlus n'a pas été inclus. Dans une interview, Steven Spielberg a exprimé son intérêt à faire un film Boom Blox, mais un porte-parole de chez Electronic Arts a fait observer que c'était juste « a brainstorm ».
Harvey Elliot, le directeur du studio EA Bright Light, a évoqué la possibilité d'un troisième épisode, sans toutefois être clair à ce sujet.

## Réception critique
Boom Blox Smash Party a reçu essentiellement des critiques positives, avec des moyennes de 86/100 sur Metacritic et de 87,21 % sur GameRankings,, ce qui est un peu plus haut, dans les deux cas, que la moyenne du premier épisode.
Jeuxvideo.com, qui avait noté le premier épisode 16/20, va même lui accorder un 17/20, qualifiant le jeu de « belle réussite sur Wii », et félicitant particulièrement sa durée de vie et sa jouabilité. De son côté, Gamekult le note 7/10, soulignant la qualité du mode multi-joueurs et le nombre élevé de niveaux, mais déplorant la réalisation et le design du jeu.

## Ventes
D'après VG Chartz, Boom Blox Smash Party s'est vendu à 21 310 exemplaires lors de sa première semaine de commercialisation en Amérique, un résultat équivalent à celui de son prédécesseur pour les mêmes paramètres, qui était de 25 738. Néanmoins, les ventes américaines de Smash Party se sont plus rapidement essoufflées, avec 4 396 unités vendues la 5e semaine contre 15 409 pour la 5e semaine du premier épisode. Sur les autres territoires (dont l'Europe), le jeu démarre aussi très lentement, le score de sa première semaine étant environ dix fois plus petit que celui de la première semaine sur les autres territoires de son prédécesseur.
Au 7 août 2009, les ventes mondiales du jeu s'élevaient à environ 90 000 unités vendues.